# Солдат королевы Мадагаскара (фильм, 1939)
«Солдат королевы Мадагаскара» (пол. Żołnierz królowej Madagaskaru) — польский чёрно-белый музыкальный фильм, комедия 1939 года.

## Сюжет
Мазуркевич — вдовец с ребёнком, адвокат из Радома. Он приезжает в Варшаву, чтобы жениться на намного младшей его Сабинке, которую воспитали его знакомые, Монцкие. А девушка любит Владека, сына её опекунов. Однако Владек в свою очередь любит знаменитую певицу, которую любит также его дядя, имя которого тоже Владислав (Владек) Монцкий. 
Мазуркевич это всё не очень понимает, что приводит ко многим курьёзам.

## В ролях
- Михал Знич — Мазуркевич, адвокат из Радома,
- Лена Желиховская — Камилла,
- Казимера Тихэ — Сабинка,
- Мечислава Цвиклиньская — мать Сабинки,
- Збигнев Раковецкий — Владек Монцкий,
- Людвик Семполинский  — Владислав Монцкий, дядя Владека,
- Станислав Гролицкий — Гжегож, лакей Монцких.